# Федерация хоккея Венгрии
Федерация хоккея Венгрии (венг. Magyar Jégkorong Szövetség) — организация, занимающаяся проведением на территории Венгрии соревнований по хоккею с шайбой среди взрослых, юношеских и детских мужских и женских команд. Член ИИХФ c 24 января 1927 года.
С 2010 года Федерацию возглавляет Миклош Немет .

## История
Развитие хоккея в Венгрии началось с увлечения хоккеем с мячом. Первая команда по хоккею с мячом была создана в 1905 году, а первый матч был проведен в 1907 году. Позже был организован международный турнир с участием команд Будапешта, Вены, Праги и Берлина.
В хоккей с шайбой в Венгрии начали играть после первой мировой войны. В 1926 году в Будапеште был построен первый открытый каток с искусственным льдом — «Штадион Варошлигет». Важнейшую роль в развитии хоккея сыграл Будапештский лыжный клуб (БКЕ), в котором до этого была сильная команда по хоккею с мячом. В декабре 1925 года клуб провел первый международный хоккейный матч. Хозяева площадки уступили хоккеистам Вены — 0:1.
В 30-х гг. венгерские хоккеисты вышли на передовые позиции в европейском хоккее, а вратарь И. Хирчак был одним из лучших на континенте. Но недостаток катков с искусственным льдом в условиях мягкой и короткой зимы сдерживал рост мастерства венгерских хоккеистов .

## Чемпионаты Венгрии по хоккею с шайбой
Первый чемпионат страны был проведен в 1937. Система проведения чемпионата неоднократно менялась. В 70-х гг. В высшей лиге выступали 4—6 команд, игравших в 4—6 кругов, в 80-х гг. — 3 клуба, игравших в 8—10 кругов.
Сейчас на предварительном этапе играют 6 команд в 2 круга. Две лучших сразу получают право играть на третьем этапе, а занявшие 3—6-е места определяют ещё двух участников двухкругового турнира. После двухкругового турнира в образовавшейся четверке проводятся серии за золото и бронзу.

### Сборная Венгрии по хоккею с шайбой
Первый официальный матч сборная Венгрии сыграла 27 января 1927 года на Чемпионате Европы против сборной Австрии, который команда проиграла со счётом 6:0.